# Gilder Meerbergsmoor
Das Gilder Meerbergsmoor ist ein Naturschutzgebiet in der niedersächsischen Gemeinde Müden (Aller) in der Samtgemeinde Meinersen im Landkreis Gifhorn.
Das Naturschutzgebiet mit dem Kennzeichen BR 144 ist 9,2 Hektar groß. Es ist vollständig vom 1984 ausgewiesenen Landschaftsschutzgebiet „Gifhorner, Winkeler und Fahle Heide und angrenzende Landschaftsteile“ umgeben.
Das Naturschutzgebiet liegt zwischen Gifhorn und Meinersen. Es stellt einen Schlatt in einer vermoorten Ausblasungsmulde in der Fahlen Heide, einer eiszeitlichen Dünenlandschaft der Weichsel-Kaltzeit, unter Schutz. Die Ausblasungsmulde hat sich auf Flugsanden, die fluviatile Seditmente überdecken, gebildet. In das Naturschutzgebiet ist die Umgebung des Schlatts, das in einem Waldgebiet liegt, einbezogen. Die vermoorte Ausblasungsmulde ist überwiegend baumfrei.
Das Gebiet wird von dem Schlatt mit renaturierungsfähigem, degradiertem Hochmoor, Übergangs- und Schwingrasenmoor und Torfmoor-Schlenken geprägt. Das gut erhaltene Schlatt mit seiner Umgebung bietet zahlreichen Tier- und Pflanzenarten einen Lebensraum. So sind hier zahlreiche Vogelarten heimisch, darunter Baumpieper, Trauerschnäpper, Waldlaubsänger, Krickente, Zwergtaucher und Rohrweihe.
Das Gebiet steht seit dem 1. Februar 2013 unter Naturschutz. Zuständige untere Naturschutzbehörde ist der Landkreis Gifhorn.